# SZD-55 Promyk
SZD-55 Promyk – jednomiejscowy szybowiec wyczynowy klasy standard. 

## Historia

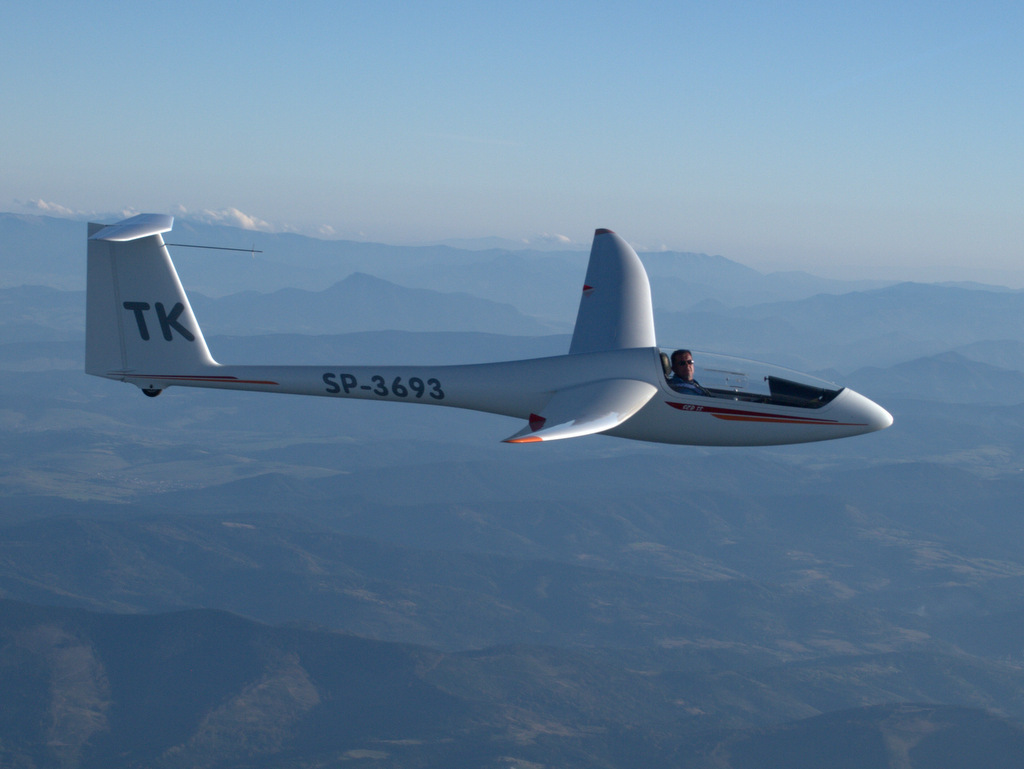
SZD-55 Promyk w locie

Lata osiemdziesiąte XX w. przyniosły szereg zmian w konstrukcji szybowców. Opracowano doskonalsze profile płatów, pojawiły się nowe generacje materiałów konstrukcyjnych. Konstruktorzy otrzymali pomoc w postaci komputerów, które można było użyć do opracowania projektu nowej konstrukcji. Na Politechnice Warszawskiej istniał, pod kierunkiem prof. Jerzego Ostrowskiego, która w porozumieniu z SZD opracowała nowy profil skrzydła.
Formułowanie założeń nowego szybowca trwało od marca 1983 r. do końca 1984 r. Następnie rozpoczęto długotrwałe testowanie nowego profilu skrzydła na jednym z seryjnych szybowców SZD-42 Jantar 2. Próby nie wypadły pomyślnie, profil okazał się gorszy od dotychczas stosowanych we wszystkich zakresach prędkości. W trakcie dalszych prac pierwotny projekt profilu został głęboko zmodyfikowany, co doprowadziło do powstania profilu NN-27 spełniającego wszystkie oczekiwania konstruktorów szybowca.
W 1987 r. w SZD-Bielsko, pod kierunkiem inż. Tadeusza Łabucia, powstał zespół konstrukcyjny, który miał opracować nową konstrukcję. Zdecydowano się na wykorzystanie zmodyfikowanego kadłuba Jantara 2 oraz na zastosowanie eliptycznego obrysu krawędzi natarcia skrzydła, który pomimo trudności konstrukcyjnych, dawał największe szanse na skonstruowanie szybowca o osiągach na światowym poziomie.
Prototyp o znakach rejestracyjnych SP-P501 (numer fabryczny X-144) został oblatany przez pilota doświadczalnego Januarego Romana w dn. 15.08.1988 r. w Bielsku. Drugi prototyp o znakach rejestracyjnych SP-P502 (numer fabryczny X-145) oblatał w dn. 3.01.1989 roku również January Roman. Próby zakończyły się pozytywnie i w lutym 1989 r. szybowiec uzyskał polski certyfikat. 
Opracowano jeszcze wersję rozwojową oznaczoną SZD 55-1 XM. Od wersji pierwotnej różniła się zmienioną konstrukcją podwozia, przekonstruowanym sterowaniem zaworów spustowych zbiorników balastowych, uszczelnieniem szczelin sterów i zmianami konstrukcyjnymi w napędach sterów.
Ogółem wyprodukowano 121 szybowców (z czego 6 szt. pozostało w kraju). 
Na szybowcu SZD-55 Promyk Tomasz Rubaj wygrał w 1989 r. Mistrzostwa Europy Juniorów. W 1991 r. Janusz Trzeciak został wicemistrzem świata na Szybowcowych Mistrzostwach Świata w Uvalde. 
W 1989 r. Janusz Centka zwyciężył na Promyku w 23 Mistrzostwach Państw Socjalistycznych w Lesznie.
W 1993 r. SZD-55 Promyk otrzymał nagrodę Teraz Polska.

## Konstrukcja
Jednomiejscowy średniopłat o konstrukcji laminatowej.
Skrzydło dwudzielne, jednodźwigarowe, o obrysie trapezowym, z końcówką o eliptycznym rozkładzie cięciw i prostej krawędzi spływu. Posiada dodatkowy dźwigarek pomocniczy w części lotkowej. Lotki, wykonane z kompozytów węgłowych, o szerokości ok. 20% cięciwy skrzydła. Hamulce aerodynamiczne metalowe, dwupłytowe umieszczone tylko na górnej powierzchni skrzydła, sprzężone z hamulcem koła podwozia. W kesonach płata dwa zbiorniki balastowe o łącznej pojemności 195 dm3.
Kadłub integralny ze statecznikiem kierunku. Wykonany ze skorup kompozytowych, usztywniony w tylnej części półwręgami i wręgami, w obszarze kabiny pilota ma specjalnie ukształtowane podwójne pokrycie. W partii centralnej wzmocniony poprzez połączenie z lukiem podwozia. Wyposażony w zaczep do lotów na holu zabudowany na goleni podwozia, istnieje możliwość montażu przedniego zaczepu. Pedały przestawiane w locie, oparcie regulowane wyłącznie na ziemi. W stateczniku jest umieszczony dodatkowy zbiornik balastowy o pojemności 10 dm3. Kabina zakryta, limuzyna jednoczęściowa, otwierana w górę i do przodu.
Usterzenie typu T o konstrukcji kompozytowej, powierzchnie ruchome wykonane z kompozytu węglowego. Statecznik kierunku z usztywnionymi ściankami, z zabudowaną anteną radiową. Ster kierunku wykonany z dwóch przekładkowych skorup. Usterzenie wysokości o konstrukcji skorupowej, o obrysie trapezowym, z zaokrąglonymi końcówkami. Ster wysokości wykonany z kompozytu szklano-epoksydowego (prototyp z węglowego) i wypełnione całkowicie pianką. Powierzchnie sterowe napędzane popychaczami.
Podwozie jednotorowe, amortyzowane, główne chowane w locie, kółko ogonowe stałe (z możliwością wymiany na gumową płozę).